# Krynickillus
Krynickillus är ett släkte med fältsniglar, som beskrevs 1851 av den ryske vetenskapsmannen Ivan Osipovitj Kaleniczenko. Idag placeras tre arter i släkte som alla ursprungligen förekommer i Svartahavsregionen, från Rumänien till Kaspiska havet och norra Iran. Dock har svarthuvad snigel observerats i Västeuropa och även i Sverige, dit den har följt med plantjord och växter. Typarten för släktet är svarthuvad snigel.
Snigarna inom släktet är upp till 45 mm långa, med smala kroppar med tydligt avsmalnande bakdel. De är svartaktigt bruna till svarta. De lever främst i bergsskogar och uppträder oftast i mindre antal. De gömmer sig under stenar och löv och annat biologiskt material.
Arter inom släktet:
- Krynickillus hoplites (Simroth, 1899)
- Svarthuvad snigel (Krynickillus melanocephalus) Kaleniczenko, 1851
- Krynickillus urbanskii (Wiktor, 1971)